# Audjassaare
Audjassaare est un hameau de la commune de Setomaa, situé dans le comté de Võru au sud-est de l'Estonie. Avant la réforme administrative d'octobre 2017, il faisait partie de la commune de Mikitamäe dans le comté de Põlva.

## Géographie
Audjassaare est situé dans l'est du comté de Võru, près du lac Lämmi et de la frontière avec la Russie, à 12 km au nord de Värska.